# Justizvollzugsanstalt Braunschweig

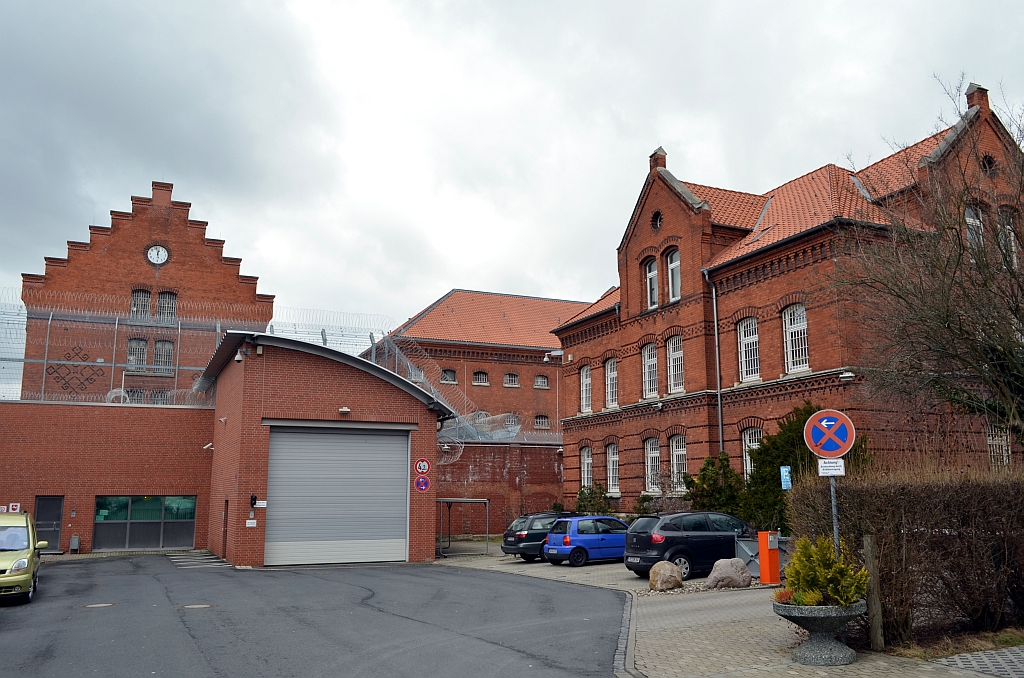
Eingangsbereich der JVA Braunschweig, Rennelbergstraße 10, von der Rennelbergstraße aus gesehen

Die Justizvollzugsanstalt Braunschweig, auch JVA Braunschweig oder JVA Rennelberg,  war bis April 2024 ein Gefängnis in Braunschweig. Es war das ehemalige Kreis- und Untersuchungsgefängnis. Der Gebäudekomplex auf dem Rennelberg steht unter Denkmalschutz.

## Geschichtlicher Hintergrund
Braunschweig verfügte seit dem Mittelalter über mehrere Gefängnisse. Im Weichbild Altstadt befand sich der sogenannte „Diebskeller“ mit Folterkammer im Untergeschoss des Altstadtrathauses. Weitere Gefängnisse waren im Keller der Ratsapotheke am Eiermarkt und bereits seit 1368 im „Langen-“ oder „Wipperturm“ am Südende der Straße Kattreppeln. Dort kamen unter ungeklärten Umständen mehrere Verbrecher und ungehorsame Kinder aus der Oberschicht ums Leben. Als das Bauwerk 1723 abgerissen wurde, fand man dort zahlreiche Skelette. Im „Lauenturm“ zwischen Kohlmarkt und Hutfiltern sowie im 1786 abgerissenen Turm des Fallersleber Tores saßen unter anderem Schuldner ein. Zwischen 1671 und 1830 befand sich zudem ein Gefängnis im Westflügel des Neustadtrathauses. Das Militärgefängnis befand sich von 1806 bis 1832 im umgebauten Augusttor, anschließend von 1832 bis 1867 im Aegidienkloster, wo sich auch seit 1832 die Haftanstalt für den Kreisgerichtsbezirk Braunschweig und seit 1840 die Landesstrafanstalt befand. Um erhöhten Sicherheitsanforderungen an Gefängnissen nachzukommen, wurde 1884/1885 auf dem Rennelberg das neue Kreis- und Untersuchungsgefängnis erbaut.

### Kreis- und Untersuchungsgefängnis ab 1885

Grundriss von 1884

Der Gebäudekomplex wurde auf dem Gelände des Kreuzklosters Braunschweig errichtet. Er ist in drei Hauptgebäude, ein Küchen- und Wirtschaftsgebäude, zwei unternehmerische Betriebe, einen Werkbetrieb sowie eine Kirche und ein Verwaltungsgebäude untergliedert. Ursprünglich verfügte das Gefängnis über 150 Zellen für 296 Personen. Die Einzelzellen hatten eine Abmessung von 2 m Breite und 3 m Länge sowie jeweils einen Abtritt in einer Ecke.
Im Jahr 1885 wurde es auf dem Rennelberg in Betrieb genommen, nachdem die bisherige Unterbringung von Gefangenen in dem Gebäude des Aegidienklosters nach der Änderung vom 31. Mai 1870 des Strafgesetzbuches nicht mehr den Anforderungen entsprach. Im nördlichen Flügel des Gebäudetraktes war das Untersuchungsgefängnis untergebracht. Die Strafabteilungen für Männer befanden sich im südlichen Flügel und im Obergeschoss des mittleren Gebäudes, während die Frauen in der mittleren Etage untergebracht waren.
Auf dem rund 14.000 m² großen Grundstück hatten sich bis dahin ein Meiereigarten, Scheunen und Lagergebäude des Klosters befunden. 1884 wurde die neue Rennelbergstraße angelegt, die zum Eingang des Gefängnisses führt. Bei einer Meuterei und dem anschließenden Ausbruchsversuch am Anfang des Jahres 1919 soll es 15 mit Beilen bewaffneten Häftlingen gelungen sein, bis auf die Rennelbergstraße zu gelangen.

### Die Untersuchungshaftanstalt Rennelberg
Im Hauptgebäude waren im Mittelbau zunächst die Geschäftsräume und das Frauengefängnis untergebracht. Die beiden Seitenflügel wurden als Strafgefängnis und als Untersuchungsgefängnis für Männer genutzt. In der Zeit des Nationalsozialismus lag die durchschnittliche Belegung bei rund 344 Männern und 50 Frauen. Diese Zahl lag oberhalb der eigentlichen Kapazität des Gefängnisses. In dieser Zeit wurden dort auch Oppositionelle untergebracht, die in Schutzhaft genommen worden waren. Es gab unterschiedliche, meist willkürliche Gründe für die Inhaftierung. Oftmals handelte es sich um Menschen, die vom nationalsozialistischen Regime als Andersdenkende oder politische Gegner eingestuft wurden.

## Die Justizvollzugsanstalt
Aufgabe der JVA Braunschweig war der Vollzug der Untersuchungshaft an männlichen Häftlingen. Für jugendliche Untersuchungsgefangene stand zudem 21 gesonderte Haftplätze zur Verfügung. Am 1. Januar 2011 wurde die bis dahin selbständige JVA Braunschweig mit dem Bereich Helmstedt im Zuge der Neuordnung des Strafvollzugs in Niedersachsen der Justizvollzugsanstalt Wolfenbüttel als Abteilung unterstellt.
In der Anstalt konnten bis zu 143 Häftlinge untergebracht werden, ihnen standen während der Zeit ihrer Inhaftierung in der JVA Braunschweig mehrere Betätigungsmöglichkeiten zur Verfügung.
BeschäftigungsmöglichkeitenIn den Werk- und Unternehmerbetrieben konnten unterschiedliche Arbeiten verrichtet werden, beispielsweise in der Papier- und Kunststoffverarbeitung. Hier wurden Massendruckerzeugnisse sortiert und konfektioniert, Versandartikel eingeschweißt und verpackt sowie Klebe-, Montage- oder Etikettierarbeiten ausgeführt.
Ferner bestanden Beschäftigungsmöglichkeiten im Bereich der Wäscherei und in der Küche oder der Gebäudereinigung. Auch die Reparatur- und Instandhaltungsmaßnahmen innerhalb der Anstalt wurden unter qualifizierter Anleitung von Inhaftierten ausgeführt.
FreizeitgestaltungFür die sportliche Ertüchtigung wurden den Häftlingen neben Mannschaftssportarten wie Fußball unter anderem Tischtennis, Fitness- oder Lauftraining angeboten. Zusätzlich gab es Gemeinschaftsräume, in denen Gesellschaftsspiele oder Fernsehgeräte bereitstehen. Auch schulische Weiterbildungsmaßnahmen oder Kunstkurse wurden angeboten. Im Jahr 2011 gab der Cellist Peter Bruns ein Konzert für die Insassen der Anstalt, das von rund 50 Häftlingen besucht wurde.

## Bekannte Inhaftierte
| Name                       | Bemerkung | Jahr / Zeitraum                      |
| -------------------------- | --- | ------------------------------------ |
| Ernst Böhme                | SPD-Politiker, von 1929 bis 1933 sowie von 1945 bis 1948 Oberbürgermeister der Stadt Braunschweig. Er wurde 1933 von den Nationalsozialisten in „Schutzhaft“ genommen. | 12. März bis 19. April 1933          |
| Klaus Geyer                | Pfarrer, 1998 wegen Totschlags im Affekt an seiner Frau verurteilt. | 30. Juli 1997 bis 16. April 1998     |
| Erich Gniffke              | SPD-, später SED-Politiker wurde mehrmals in „Schutzhaft“ genommen. | 1933 und August 1938 bis Juni 1939   |
| Otto Grotewohl             | SPD-, später SED-Politiker, von 1949 bis 1964 Ministerpräsident der DDR. | August 1938 bis März 1939            |
| Berthold Heilig            | SS-Kreisleiter wegen Mordes am 12. Juni 1947 zum Tode verurteilt, er konnte jedoch aus dem Gefängnis entfliehen. | ab 28. März 1946                     |
| Auguste Imlau              | Sie wurde als bekennende Zeugin Jehovas wegen „Aufrechterhaltung und Fortsetzung einer verbotenen Organisation“ 1934 zunächst zu zwei Monaten Gefängnis verurteilt. Insgesamt verbrachte sie 14 Monate in der Haftanstalt am Rennelberg, ehe sie in das KZ Ravensbrück überführt wurde. | 1934, 1937 und 1938                  |
| Heinrich Jasper            | SPD-Politiker und mehrfacher Ministerpräsident des Freistaates Braunschweig wurde im Rennelberg misshandelt und gefoltert. Er starb später im KZ Bergen-Belsen. | 18. März bis 19. April 1933          |
| Dietrich Klagges           | von 1933 bis 1945 ernannter NSDAP-Ministerpräsident Landes Braunschweig (von US-Truppen verhaftet, später zu Haftstrafe verurteilt) | ab 13. April 1945                    |
| Albert Rohloff             | Braunschweiger SPD-Politiker. | März bis April 1933, 1935 und 1938   |
| Ferenc Sos                 | 5-fach-Mörder der Familie Kraemer, saß 1977 in der JVA ein. | 1977                                 |
| Otto Thielemann            | Braunschweiger SPD-Politiker und Redakteur des Braunschweiger Volksfreundes wurde vom Sondergericht Braunschweig aufgrund des Heimtückegesetzes zu drei Jahren Gefängnis verurteilt. | 1933 bis Juli 1936                   |
| Klaus Volkert              | Gewerkschafter, ehemaliger VW-Betriebsratsvorsitzender | 21. November bis 12. Dezember 2006   |
| Erna Wazinski              | Sie wurde vom Sondergericht wegen angeblicher Plünderungen als Volksschädling zum Tode verurteilt. Vor ihrer Hinrichtung in der Justizvollzugsanstalt Wolfenbüttel war sie im Gefängnis Rennelberg untergebracht.                                                                       | Oktober/November 1944                |
| Hans-Walter Zech-Nenntwich | SS-Offizier, konnte 1964 mit Hilfe von zahlreichen Komplizen unter bis heute nicht vollständig geklärten Umständen aus der Haft entkommen. | Frühjahr 1964 bis 21./22. April 1964 |

## Schließung
Es war geplant, die Abteilung Braunschweig bis zum Ende des Jahres 2018 zu schließen, nachdem im Jahr 2013 bekannt wurde, dass ein 17-jähriger Insasse vermutlich durch sechs seiner Mithäftlinge monatelang misshandelt worden war. Schon zuvor war es im Januar des Jahres zu einem Zwischenfall in der JVA gekommen, als sich ein 75-jähriger Untersuchungshäftling mit einem Gürtel in seiner Zelle erhängt hatte. Die Häftlinge sollen nach der Schließung in die Justizvollzugsanstalt Wolfenbüttel verlegt werden. Der Investitionsaufwand für eine Sanierung der Rennelberg-Gebäude wird auf 5 bis 8 Millionen Euro geschätzt.
Die niedersächsische Justizministerin Antje Niewisch-Lennartz bestätigte den Beschluss zur endgültigen Aufgabe des Standorts Braunschweig und kündigte an, dass die Investitionsmittel stattdessen für den Ausbau der JVA Wolfenbüttel genutzt werden sollen. Das dortige „Graue Haus“ soll für rund 15 Millionen Euro umgebaut werden, für die jugendlichen Straftäter werden zusätzliche 8 Millionen Euro in die Modernisierung des Jugendgefängnisses in Hameln investiert. Die verbliebenen Häftlinge wurden im April 2024 nach Wolfenbüttel gebracht. Danach sollen die Gebäude an den Landesliegenschaftsfonds Niedersachsen übergeben werden, wo über die Nachnutzung entschieden werden soll.

## Braunschweigs „längste Straße“

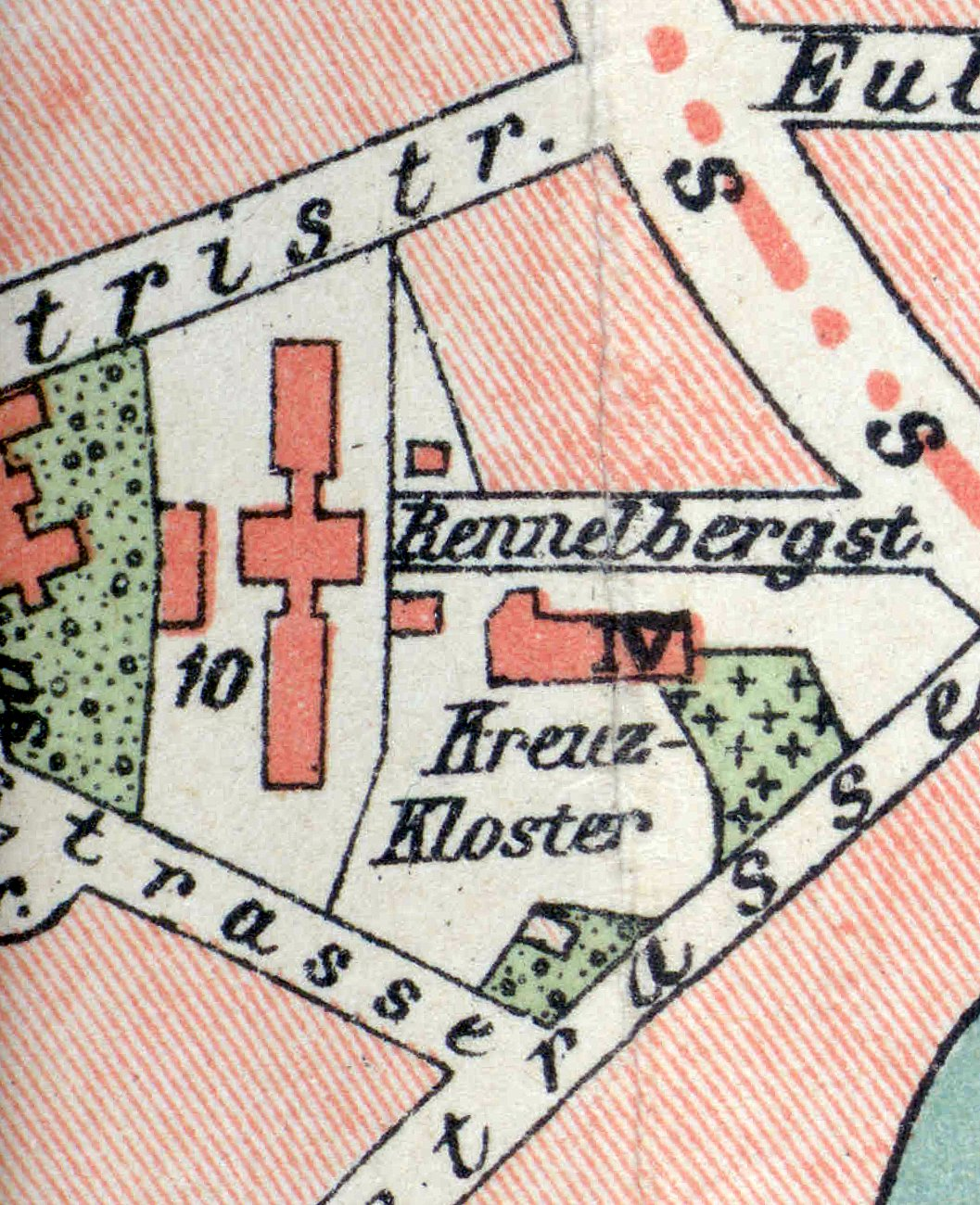
Der Rennelberg im Jahre 1899 mit Kreuzkloster und Gefängnis („Nr. 10“)

Die zur JVA führende Rennelbergstraße wird im Volksmund – obwohl nur wenige Hundert Meter lang – als „längste Straße Braunschweigs“ bezeichnet, da viele, die sich dort hineinbegeben, oft erst nach Jahren wieder herauskommen.